# Romênia nos Jogos Olímpicos de Inverno de 1980
Romênia participou dos Jogos Olímpicos de Inverno de 1980, realizados em Lake Placid, nos Estados Unidos. 
Foi a 11ª aparição do país nos Jogos Olímpicos de Inverno, onde foi representado por 35 atletas, sendo 33 deles homens e apenas duas mulheres, que competiram em quatro esportes.

## Competidores
Esta foi a participação por modalidade nesta edição:
| Esporte                 | Masculino | Feminino | Total |
| ----------------------- | --------- | -------- | ----- |
| Bobsleigh               | 8         | 0        | 8     |
| Hóquei no gelo          | 20        | 0        | 20    |
| Luge                    | 2         | 2        | 4     |
| Patinação de velocidade | 3         | 0        | 3     |
| Total                   | 33        | 2        | 35    |

## Desempenho

### Bobsleigh
Masculino
| Atletas                                                                  | Trenó | Evento  | Descida 1 | Descida 1 | Descida 2 | Descida 2 | Descida 3 | Descida 3 | Descida 4 | Descida 4 | Total   | Total | Ref.  |
| Atletas                                                                  | Trenó | Evento  | Tempo     | Pos.      | Tempo     | Pos.      | Tempo     | Pos.      | Tempo     | Pos.      | Tempo   | Pos.  | Ref.  |
| ------------------------------------------------------------------------ | ----- | ------- | --------- | --------- | --------- | --------- | --------- | --------- | --------- | --------- | ------- | ----- | ----- |
| Dragoș Panaitescu-Rapan Gheorghe Lixandru                                | ROM-1 | Duplas  | 1:03.99   | 13º       | 1:04.30   | 13º       | 1:03.75   | 12º       | 1:04.00   | 12º       | 4:16.04 | 21º   | [ 3 ] |
| Constantin Iancu Constantin Obreja                                       | ROM-2 | Duplas  | 1:04.58   | 16º       | 1:04.52   | 15º       | 1:04.76   | 19º       | 1:04.77   | 18º       | 4:18.63 | 18º   | [ 3 ] |
| Dragoș Panaitescu-Rapan Dorel Cristudor Sandu Mitrofan Gheorghe Lixandru | ROM-1 | Equipes | 1:01.42   | 10º       | 1:01.32   | 9º        | 1:00.61   | 9º        | 1:01.33   | 9º        | 4:04.68 | 8º    | [ 4 ] |
| Constantin Iancu Ion Duminicel Doru Frîncu Constantin Obreja             | ROM-2 | Equipes | 1:01.85   | 17º       | 1:02.16   | 16º       | 1:01.74   | 15º       | 1:01.76   | 13º       | 4:07.51 | 14º   | [ 4 ] |

### Hóquei no gelo
Masculino
| Equipe | Equipe | Primeira fase | Primeira fase | Fase de consolação     | Fase de consolação | Fase final             | Fase final  | Ref.  |
| Equipe | Equipe | Adversário e resultado                                                                                            | Pos.          | Adversário e resultado | Pos.               | Adversário e resultado | Pos.        | Ref.  |
| --- | --- | --- | ------------- | ---------------------- | ------------------ | ---------------------- | ----------- | ----- |
| Valerian Netedu Gheorghe Huțan Mihail Lucian Popescu Ion Berdilă Șandor Gal Elöd Antal Istvan Antal Doru Moroșan Gheorghe Justinian Doru Tureanu | Dumitru Axinte Marian Costea Constantin Nistor Alexandru Hălăucă Laszlo Solyom Bela Nagy Traian Cazan Adrian Olenici Marian Pisaru Zoltan Nagy | FRG Alemanha Ocidental V 6–4 SWE Suécia D 0–8 TCH Checoslováquia D 2–7 USA Estados Unidos D 2–7 NOR Noruega E 3–3 | 4º (Gr. B)    | Não avançou            | Não avançou        | Não avançou            | Não avançou | [ 5 ] |

### Luge
Masculino
| Atletas                         | Evento | Descida 1 | Descida 1 | Descida 2 | Descida 2 | Total    | Total | Ref.  |
| Atletas                         | Evento | Tempo     | Pos.      | Tempo     | Pos.      | Tempo    | Pos.  | Ref.  |
| ------------------------------- | ------ | --------- | --------- | --------- | --------- | -------- | ----- | ----- |
| Ioan Apostol Cristinel Piciorea | Duplas | 40.757    | 15º       | 41.909    | 16º       | 1:22.666 | 15º   | [ 6 ] |

Feminino
| Atletas      | Evento     | Descida 1 | Descida 1 | Descida 2 | Descida 2 | Descida 3 | Descida 3 | Descida 4 | Descida 4 | Total    | Total | Ref.  |
| Atletas      | Evento     | Tempo     | Pos.      | Tempo     | Pos.      | Tempo     | Pos.      | Tempo     | Pos.      | Tempo    | Pos.  | Ref.  |
| ------------ | ---------- | --------- | --------- | --------- | --------- | --------- | --------- | --------- | --------- | -------- | ----- | ----- |
| Elena Stan   | Individual | 40.852    | 21º       | 41.489    | 24º       | 41.085    | 18º       | 41.040    | 18º       | 2:44.466 | 20º   | [ 7 ] |
| Maria Maioru | Individual | 41.071    | 25º       | 41.054    | 21º       | 41.120    | 19º       | 41.350    | 22º       | 2:44.595 | 21º   | [ 7 ] |

### Patinação de velocidade
Masculino
| Atleta          | Evento  | Tempo    | Pos. | Ref.   |
| --------------- | ------- | -------- | ---- | ------ |
| Vasile Coroș    | 500 m   | 40.30    | 27º  | [ 8 ]  |
| Vasile Coroș    | 1000 m  | 1:21.89  | 31º  | [ 9 ]  |
| Dezideriu Jenei | 500 m   | 40.84    | 30º  | [ 8 ]  |
| Dezideriu Jenei | 1000 m  | 1:22.66  | 33º  | [ 9 ]  |
| Andrei Erdely   | 5000 m  | 7:34.41  | 22º  | [ 10 ] |
| Andrei Erdely   | 10000 m | 15:31.73 | 20º  | [ 11 ] |

Legenda
| Recorde mundial      | Recorde mundial (World record)               |                       | Recorde africano                      | Recorde africano (African) |                                           | Q | Classificado por posição (Qualified) |
| Recorde olímpico     | Recorde olímpico (Olympic record)            | Recorde da América    | Recorde da América (Americas)         | q                          | Classificado por melhor tempo (Qualified) |   |                                      |
| Melhor marca do ano  | Melhor marca do ano (World leading)          | Recorde asiático      | Recorde asiático (Asian)              | DNS                        | Não largou (Did not start)                |   |                                      |
| Recorde nacional     | Recorde nacional (National record)           | Recorde europeu       | Recorde europeu (European)            | DNF                        | Não terminou (Did not finish)             |   |                                      |
| Recorde pessoal      | Recorde pessoal do atleta (Personal best)    | Recorde da Oceania    | Recorde da Oceania (Oceania)          | DSQ / DQ                   | Desclassificado (Disqualified)            |   |                                      |
| Recorde da temporada | Recorde da temporada do atleta (Season best) | Recorde sul-americano | Recorde sul-americano (South America) | NM                         | Sem marca (No mark)                       |   |                                      |